# ITunes Originals – PJ Harvey
iTunes Originals – PJ Harvey - album PJ Harvey z serii iTunes Originals, wydany 25 października 2004 roku. Wydawnictwo, prócz piosenek, zawiera także wywiady z artystką. Płyta jest wydawnictwem cyfrowym, dostępnym wyłącznie poprzez iTunes Store - nigdy nie była dostępna w sklepach. 

## Lista utworów
1. "Dress First Got People Interested In Me"
2. "Dress"
3. "An Old Fashioned Fairy Tale"
4. "Fountain"
5. "Dark Things Happening"
6. "Down By The Water"
7. "The Perfect Band For A Perfect Day"
8. "A Perfect Day Elise"
9. "Why The Stories Album Was So Successful"
10. "Good Fortune"
11. "Collaborating With Thom Yorke"
12. "This Mess We're In"
13. "Ugly Is A Good Start"
14. "The Life And Death Of Mr. Badmouth"
15. "Living In Fear Of Comfort"
16. "The Letter"
17. "Two Ferrets In A Bag Trying To Get Out"
18. "Uh Huh Her"
19. "There's Beauty In Darker Days"
20. "The Darker Days Of Me & Him"